# Eva Dahlgren (dansare)
Eva Cecilia Dahlgren, född Svenson den 8 september 1915 i Stockholm, död 27 april 2008 i Nacka, var en svensk balettdansare, koreograf och danslärare.
Hon startade och drev många dansskolor för barn och var grundare av Bolidens Barnbalett.

## Biografi
Eva Dahlgren växte upp med fyra syskon i en välbärgad familj med stort kulturintresse. Kreativitet och nyskapande lyftes fram och Eva Dahlgrens konstnärliga intressen uppmuntrades av föräldrarna. Hennes far Gottfrid Svenson var en framgångsrik uppfinnare, men i början av 1930-talet försämrades familjens ekonomi dramatiskt.
Under 1920-talet gick Eva Dahlgren i Franska skolan och kom tidigt i kontakt med den franska kulturen. Hon sattes av sin mamma Signe Svenson i den ryska danspedagogen Vera Alexandrovas dansskola och i tonåren började hon assistera i Alexandrovas skola där också Birgit Cullberg och Ivo Cramér var elever. Vera Alexandrova gjorde starkt intryck och det var en omvälvande upplevelse att möta en vuxen som på 1920-talet hade starkt fokus på barnet. År 1934 fick Eva Dahlgren följa med Vera Alexandrova till Wien för att delta i en internationell danstävling där hon erhöll en bronsmedalj för sitt soloframträdande med den egna koreografin Eva, ormen och äpplet.
Eva Dahlgren ritade och målade under hela sitt liv och det finns många akvareller där hon utforskar dansen som uttrycksform genom att också måla sina koreografier. Eva Dahlgrens första bok, Balettresan, från 1987 innehåller teckningar, och boken Barn Dans Skola, publicerad 2006, har många av Eva Dahlgrens akvareller. Hennes pionjärarbete har haft betydelse för Danslärarutbildningen och danspedagogiken vid Luleå tekniska universitet samt det nationella Institutet Dans i skolan.
Eva Dahlgren avled den 27 april 2008. Hon vilar i Abisko nationalpark.

### Dansare
År 1935 kom hon, utan ekonomiskt stöd från sin familj, in på den åtrådda dansutbildningen i Paris, Salle Wacker. Det var svårt att finansiera denna dansutbildning och Eva Dahlgren arbetade både som kokerska i en familj och dansare i en turnerande kabarébalett. Under en turné i Italien hoppade hon av och blev 1937 anställd vid Operabaletten i Rom som den första med utländsk bakgrund. Eva Dahlgren talade franska och lärde sig snabbt italienska. Hon hade ett socialt liv och blev inspirerad av konstnärer och intellektuella. Vid Operabaletten turnerade hon runt i Italien mitt under det brinnande kriget och uppträdde i Rom, även när staden bombades.
År 1944 tvingade det svenska konsulatet alla svenskar att resa hem och Eva Dahlgren återvände till Stockholm. Efter åren utomlands försörjde hon sig som mannekäng vid NK:s Franska Damskrädderi. Parallellt frilansade hon som dansare och skapade bland annat soloverk tillsammans med flöjtisten Carl Achatz. Samma år öppnade hon sin första balettskola på Sturebadet i Stockholm.

### Dansskolor
Hon gifte sig 1947 med läkarstudenten Eric Dahlgren. De flyttade till Uppsala och fick 1948 sitt första barn, Hans. Eva Dahlgren startade och drev dansskola i Uppsala fram till 1950, då familjen flyttade till Karlstad där maken fått tjänst som kirurg. Här öppnade hon en ny dansskola. 1952 föddes sonen Gunnar och 1954 dottern Cecilia. 1958 gick flyttlasset norrut där Eric Dahlgren blev en av Sveriges första industriläkare vid LKAB i Kiruna.
1958–1963 undervisade Eva Dahlgren barn i Kiruna, som ofta åkt många mil för att möta danskonsten. Närheten till naturen, fjällvärlden, årstidsväxlingarna, rytmen, tystnaden och den samiska kulturen inspirerade henne starkt när hon skapade koreografier för och med barnen.
Åren 1963–1965 bodde familjen i Borlänge och Eva Dahlgren drev dansskolor i både Borlänge och Falun. 1964 tog hon examen i danspedagogik vid Koreografiska Institutet (nuvarande Dans- och cirkushögskolan) i Stockholm. 1965 flyttade familjen till Boliden där Eric Dahlgren blev gruvläkare. Eva Dahlgren startade dansskola i Skellefteå och Boliden.
1966 bildade hon Bolidens Barnbalett med dansande barn i olika åldrar. Barnbalettens repertoar vidareutvecklade arvet från Vera Alexandrova. Koreografier och dansundervisning präglades av ett tvärkonstnärligt och internationellt perspektiv med barnet i fokus. Långt innan FN:s barnkonvention fanns lyfte Eva Dahlgren fram ett starkt barnperspektiv.
För Eva Dahlgren var det viktigt att nå ut med danskonsten till nya grupper i samhället. Barnbaletten gestaltade koreografier och dansföreställningar arrangerades bland annat genom uppsökande verksamhet i skolor, förskolor, på ålderdomshem och sjukhus. De turnerade i de nordiska länderna och dansade även i Syrakusa, Rom, Paris, Harlem i New York, Vilnius, Sevilla och Moskva under åren 1966–1990. Framföranden av Rendansen eller Änglarna uppskattades lika mycket på ett ålderdomshem i Jörn som på 5:e avenyn i New York.
Det var inte enkelt att bryta ny mark för danskonsten i det frireligiösa Västerbotten, där det fanns ett kompakt motstånd mot dans. Ett exempel på detta är koreografin Änglarna som Eva Dahlgren skapat till musik av Bach och Corelli 1965 för kyrkan i Boliden. Denna förbjöds av kyrkan som menade att dans var syndigt. Först tio år senare kunde Barnbaletten dansa Änglarna i en kyrka i Västerbotten och så småningom också på Lincoln Center i New York och på många andra platser.
För Eva Dahlgren var Lappland och fjällvärlden en stor passion. Den samiska kulturen inspirerade henne och i koreografier som Järven och riporna, Renarna och Vinterdansen lockade hon fram inlevelse och barnens egna tolkningar. Det var viktigt att skapa ny koreografi där barnens uttryck fick utrymme. I Vindarna till musik av Verdi utgick hon från barnens energi, det som vuxna kallar bråk och bus, och omvandlade det till koreografi. Den elaka prinsessan och pagen, ärvd från Vera Alexandrova, som själv dansat den på Marinskij-teatern i St. Petersburg, handlar om olycklig kärlek som också är viktigt för barn och unga.
För att möta fördomar, okunnighet och det kompakta motståndet till dans utmanades Eva Dahlgren till att tillsammans med sin dotter Cecilia på 1970-talet hitta nya och kreativa vägar för att introducera dans i skolan och ge barn och unga rätt till danskonsten.
1978 introducerade Eva Dahlgren tillsammans med Cecilia obligatorisk dansundervisning på skolschemat i Skellefteå kommun, som blev först i Sverige med dans på schemat under professionell ledning. Den uppsökande verksamheten med Bolidens Barnbaletts dansföreställningar bidrog till att intresset för dansen ökade. Dansundervisning med hög kvalitet förankrades i flera kommuner. Många av de som genom detta arbete mötte dansen arbetar idag professionellt med danskonst.
Flera av Eva Dahlgrens koreografier skapades för skolans värld där många barn möts. Vårdansen, Vinterdansen och Höstdansen är exempel på när upp emot 100–120 barn får dansa samtidigt.
Att arbeta med bredd och elit och sammanföra etablerade danskonstnärer, musiker och konstnärer med barn och ungdomar var något av ett signum för Eva Dahlgren. På 1990-talet medverkande hon bland annat i sommarakademier i Sarvisvaara i bildkonstnären Erling Johanssons hembygd med syftet att barnen i de små byarna i Norrbottens inland skulle få möta professionella kulturskapare: måla med Erling Johansson och skapa dans med Eva Dahlgren. Det viktigaste i dessa installationer var att kvalitetsbegreppet vidgades från teknik till att lyfta fram barnens egna personliga uttryck och inlevelse som det mest centrala. Eva Dahlgren komponerade Sommaren samt Daphne och Apollo och Erling Johansson skapade scenografin.

### Eva Dahlgrens pedagogik
Sverige har en barndanstradition i dansskolor som sällan nått pojkar och därför kan kallas flickdanstradition. Tillsammans med dottern Cecilia utvecklade Eva Dahlgren pedagogiken för obligatorisk dansundervisning i skolan där visionen är ”Dans i skolan för alla!”. Hennes danspedagogik grundar sig på en lång tradition med inspiration från Isadora Duncan och Vera Alexandrova. Undervisningen utgår från barns genuina behov av lek och rörelse. Samtidigt kan barns lärande i dans utvecklas genom imitation, inlevelse och uttryck. Dansläraren är en tydlig auktoritet och förebild, men dansar samtidigt med barnen som en i gruppen. För att fånga elevernas intresse och för att behålla deras nyfikenhet och lust används korta moment, snabba övergångar, ett högt tempo på lektionen och mycket uppmuntran. Det är viktigt att locka fram elevernas uttryck genom att inspirera till dans på olika sätt. Kunskapen överförs direkt från kropp till kropp. Upplevelse och uttryck betonas och det är viktigt att eleverna blir känslomässigt engagerade. Eva Dahlgren använde ofta ett poetiskt och måleriskt bildspråk för att skapa stämning och atmosfär.